# ロゼッタ (エジプト)
座標: 北緯31度24分 東経30度25分 / 北緯31.400度 東経30.417度
ロゼッタ（Rosetta, アラビア語: رشيد Rashidラシード、ラシッド）は、エジプトの地中海沿岸にある港湾都市の一つ。アレクサンドリアから56km北東にあり、ブハイラ県に属する。人口約311,000人（2023年）。
1799年、エジプト遠征中のナポレオン・ボナパルト軍が、ロゼッタ・ストーンを発見した地としても知られる。アラビア語でラシードという町の名はナポレオン軍の駐留以来、ロゼッタとして西洋に知られるようになった。

## 歴史
ロゼッタ（ラシード）は西暦800年ごろにナイル・デルタの分流の一つの河口に建設された。16世紀にオスマン帝国がエジプトを征服するとアレクサンドリアの衰退が始まり、代わってロゼッタ（ラシード）が繁栄した。1798年から1801年にかけてのナポレオン・ボナパルトのエジプト遠征の際には重要な占領地となった。1807年にはムハンマド・アリーのエジプト掌握に対してイギリス軍が上陸を敢行したがロゼッタで大敗し、ムハンマド・アリーが他の有力者たちを抑え事実上の独立政権を打ち立てるきっかけとなった。
しかし19世紀にマフムーディーヤ運河が完成しアレクサンドリアが近代港湾として復活した後は、ロゼッタのナイル川の河口港としての重要度は低下していった。ロゼッタは19世紀には、オスマン帝国時代の邸宅が立ち並び空気も清涼な海辺の田舎町として、イギリス人の観光地となった。